# Leland John Haworth
Leland John Haworth (Flint, 11 luglio 1904 – Port Jefferson, 5 marzo 1979) è stato un fisico statunitense.
Durante la sua lunga carriera fu a capo del Brookhaven National Laboratory, della Commissione per l'Energia Atomica, della National Science Foundation e dell'Associated Universities, Inc.

## Biografia
Leland John Haworth nacque nel 1904 a Flint, nel Michigan, anche se in quel momento i suoi genitori vivevano normalmente a New York. Entrambi i genitori, Martha (nata Ackerman) e Paul Leland Haworth, erano insegnanti ed erano quaccheri. La famiglia si trasferì a Cleveland, Ohio nel 1907 per un breve periodo, poi a Newton County, Indiana nel 1910. Haworth si laureò all'Università dell'Indiana  con un Bachelor of Arts nel 1925 e prese un Master of Arts nel 1926. Ha anche giocato a baseball al college per Indiana e nei semi-professionisti.
Dopo aver ottenuto una borsa di studio, Haworth ha frequentato l'Università del Wisconsin e ha conseguito il dottorato di ricerca nel 1931. La sua tesi era intitolata "Elettroni secondari da superfici metalliche molto pulite quando bombardati con elettroni primari e il suo consulente era Charles Elwood Mendenhall.

## Carriera
Insegnò per due anni in un istituto tecnico di Indianapolis mentre lavorava alla fattoria del padre prima di perseguire gli studi di dottorato. In seguito lavorò come istruttore all'Università del Wisconsin per sei anni, dove iniziò a lavorare con gli acceleratori di particelle nel 1934. Trascorse anche un anno, nel 1937, presso il Massachusetts Institute of Technology. Dopo la morte del padre divenne docente all'Università dell'Illinois.

### Massachusetts Institute of Technology
Con lo scoppio della seconda guerra mondiale, Haworth prese parte alla ricerca bellica presso il MIT Radiation Laboratory, sviluppando nuovi sistemi radar. Divenne membro del comitato direttivo e contribuì alla gestione del laboratorio. Scrisse inoltre ampie sezioni di Radiation Laboratory Series, un'opera tecnica molto apprezzata. Si unì al Brookhaven National Laboratory di Upton, New York, appena creato, nel 1948, assumendo immediatamente il ruolo di assistente direttore per progetti speciali. Ne divenne direttore l'anno successivo, e mantenne la carica fino al 1961. Durante i suoi anni al MIT contribuì alla costruzione di molti apparati sperimentali, come il Cosmotrone. Il laboratorio ottenne presto riconoscimento a livello mondiale come struttura di ricerca di prim'ordine.

### Commissione per l'Energia Atomica
Alcuni mesi dopo la morte di sua moglie nel 1961 Haworth, insieme a Glenn T. Seaborg, venne nominato dal presidente John F. Kennedy commissario per l'energia atomica. Lavorò duramente, coordinando le attività di ricerca della commissione. Sostenne il divieto di test nucleari in atmosfera, aiutando a sviluppare il Limited Test Ban Treaty nel 1963. Viaggiò anche in Alaska per assistere all'Operazione Chariot, un piano per utilizzare bombe atomiche nella costruzione di un porto come parte dell'Operazione Plowshare, e incontrò vari gruppi Inuit. Il progetto non venne mai realizzato. Haworth scrisse Civilian Nuclear Power - A Report to the President - 1962, un influente documento politico.

### National Science Foundation
Nel 1965 Kennedy chiese a Haworth di dirigere la National Science Foundation. Qui affrontò questioni come il Progetto Mohole, un tentativo di perforare la crosta terrestre per ottenere un campione della discontinuità di Mohorovičić, e la pianificazione del Very Large Array. Condusse anche i negoziati che portarono al finanziamento congiunto da parte della NSF e della Ford Fountation di un telescopio da 4 metri presso l'Osservatorio di Cerro Tololo. Nel 1969 terminò il mandato come direttore, e si trasferì a Long Island. Divenne assistente del presidente della Associated Universities Inc. fino al 1975.

## Vita privata
Nel 1927 sposò Barbara Mottier, figlia del presidente del dipartimento di botanica dell'Università dell'Indiana, ed ebbero due figli: Jane e John. Nel 1959 le venne trovato un tumore al colon, e morì nel febbraio 1961. Nel maggio 1963 Haworth si risposò con Irene Benik, segretaria presso il President's Science Advisory Committee.
Morì nel 1979 al St. Charles Hospital di Port Jefferson, New York, e attualmente è sepolto al cimitero di West Newton, Indiana.
Gli è stato dedicato un asteroide, 1824 Haworth.